# パッチズ
「パッチズ」（Patches）は、盲目のミュージシャン、クラレンス・カーターが1970年にカバーしてヒットした楽曲。

## 概要
オリジナルは、デトロイトの4人組のグループ、チェアマン・オブ・ザ・ボードが1970年に発表したデビュー・アルバムに収録されたバージョンである。作詞・作曲はグループのリード・シンガーのジェネラル・ジョンソンと、音楽プロデューサーのロン・ダンバー。
カバーすることを決めたのはクラレンス・カーター自身であるが、彼は当初、隷属的な描写が目立つこの歌を歌うことは却って黒人の品位をおとしめることになるのではないかと考えた。プロデューサーのリック・ホールはこの歌はカーターの生い立ちと成長に関連した歌だと彼を励まし、制作が始まった。
カーターはアラバマ州マッスルショールズのフェイム・スタジオで録音を行った。参加ミュージシャンはジュニア・ロウ（ギター）、ジェシー・ボイス（ベース）、フリーマン・ブラウン（ドラムズ）。ストリングスの編曲はジミー・ハスケルが行った。
1970年7月、シングルA面曲として発表。同年、アルバム『Patches』に収録。
1970年9月19日から9月26日にかけてビルボード・Hot 100で2週連続4位を記録した。また、ビルボードのHot R&B Singlesチャートで2位、全英シングルチャートで2位を記録するなど大ヒットとなり、1971年のグラミー賞最優秀R&B楽曲賞を受賞した。